# Андоррці
Андо́ррці (кат. andorrañs) — корінне населення Андорри. Розмовляють каталанською мовою. Загальна кількість корінних андоррців (народжених в країні) практично не змінювалася протягом останніх 100 років і становить близько 72 тисяч осіб.
У зв'язку з напливом іноземців (у першу чергу, іспанців і португальців) останніми роками в законодавство були внесені зміни, що ускладнюють порядок отримання громадянства Андорри.
Національна святиня Андорри — Богородиця Мерітчельська (справжня статуя згоріла в 1972 році), жіноче ім'я Мерітчель дуже популярне.